# Armin Wessel
Armin Wessel (* 23. Mai 1946 in Plön; † 16. Juli 2011) war ein deutscher Kinderkardiologe und Hochschullehrer.

## Leben
Wessel studierte in Kiel Medizin, wo er 1974 promovierte. Dort war er anschließend bis 1989 in der Kinderkardiologie tätig. In den Jahren 1989 bis 2002 war Wessel Leitender Oberarzt an der Kinderkardiologie der Universität Göttingen. 1992 wurde er in Göttingen habilitiert. Im Januar 2003 trat Wessel eine Professur an der Medizinischen Hochschule Hannover an und wurde dort Direktor der Klinik für Pädiatrische Kardiologie und Intensivmedizin. Seit 2006 war er Mitglied des Vorstandes der Deutschen Gesellschaft für Pädiatrische Kardiologie (DGPK) und von 2008 bis 2009 deren Präsident. Wessel galt als Experte für das Williams-Beuren-Syndrom und behandelte zahlreiche betroffene Kinder.
Wessel starb am 16. Juli 2011 – kurz vor seiner geplanten Emeritierung – im Alter von 65 Jahren an einem plötzlichen Herztod.

## Schriften (Auswahl)
- Vergleich videodensitometrischer und elektromagnetischer Stromstärkemessungen an der Aorta und den Nierenarterien beim Tier, Kiel, Univ., Med. Fak., Diss. 1974.
- Quantitative 2D-Echokardiographie des linken Ventrikels im Kindesalter (Zugl.: Göttingen, Univ., Habil.-Schr., 1992), Kovač, Hamburg 1992, ISBN 978-3-86064-029-6.